# Phyllodytes luteolus
Phyllodytes luteolus es una especie de anfibios de la familia Hylidae. Es endémica de Brasil.
Sus hábitats naturales incluyen bosques tropicales o subtropicales secos y a baja altitud, zonas de arbustos y zonas previamente boscosas ahora muy degradadas. Está amenazada de extinción debido a la destrucción de su hábitat natural.